# Josef Kienzl

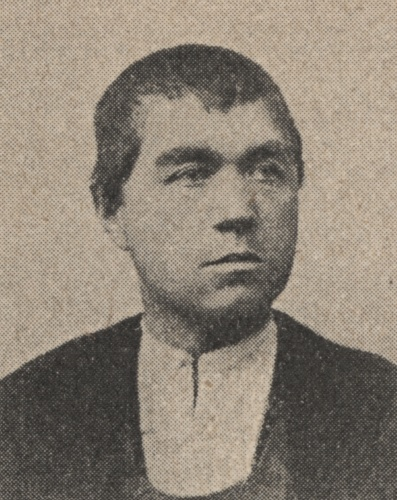
Josef Kienzl

Josef Kienzl (* 15. Juli 1858 in Astfeld, Sarntal; † 14. Oktober 1924 in Sarnthein) war ein österreichischer Politiker der Christlichsozialen Partei (CSP).

## Ausbildung und Beruf
Nach dem Besuch einer Notschule wurde er Bauer auf dem Hamlerhof in Rungg, den er im Erbweg erworben hatte.

## Politische Funktionen
- 1886–1899: Gemeindevorsteher der Gemeinde Sarntal
- 1902–1918: Abgeordneter zum Tiroler Landtag (IX., X. und XI. Wahlperiode), Wahlklasse Landgemeinden (Bozen (Umgebung), Neumarkt, Kaltern, Sarnthal, Kastelruth, Klausen)
- 1907–1918: Abgeordneter des Abgeordnetenhauses im Reichsrat (XI. und XII. Legislaturperiode), Wahlbezirk Tirol 15, Christlichsoziale Vereinigung deutscher Abgeordneter
- 21. Oktober 1918 bis 16. Februar 1919: Mitglied der Provisorischen Nationalversammlung, CSP